# Gutalagen
Gutalagen är Gotlands landskapslag och är troligen nedtecknad omkring 1220.
Den innehåller, förutom en uppräkning av de vid den tiden gällande lagarna, också Gutasagan.
Gutalagen finns bevarad i två exemplar, ett från mitten av 1300-talet och ett exemplar från 1587, som uppges vara en avskrift av en äldre text från 1470-talet. Den finns även i en översättning till tyska och en till danska. Gutalagen var gällande lag på Gotland fram till 1595 då danskarna försökte ersätta den med Skånelagen. Detta gick dock trögt, och först 1618 började den senare tillämpas. Efter freden i Brömsebro 1645 infördes den svenska landslagen på Gotland.
Gutalagen skiljer från övriga svenska landskapslagar, då den saknar flock och balkindelning. Man kan spåra influenser från dansk rätt.
De första sju paragraferna handlar alla om sådant som har med kristendomen att göra. De behandlar utsättande av barn, tionde, blot, prästernas ställning, helgdagar, munkars jordegendom och om strängare straff för brott under helger.
Originalspråket i Gutalagen och Gutasagan är forngutniska.